# Ctenomys pilarensis
Ctenomys pilarensis là một loài động vật có vú trong họ Ctenomyidae, bộ Gặm nhấm. Loài này được Contreras miêu tả năm 1993.